# Sega System 16
Sega System 16 — игровой автомат со сменными играми, разработанный компанией Sega и выпущенный в 1985 году. За время поддержки этого автомата для него было выпущено около 40 игр, что сделало Sega System 16 одной из самых успешных аркадных платформ компании. Существовало два варианта системы — System 16A и System 16B.
В 1987-88гг на основе Sega System 16 была разработана игровая приставка Sega Mega Drive (Genesis).
Для защиты от нелегального копирования игр многие платы System 16 использовали систему шифрования на основе микросхемы Hitachi FD1094. Она устанавливалась вместо основного процессора системы и содержала внутри процессор и ключ для декодирования зашифрованных данных.
В настоящее время платформа эмулируется многосистемным эмулятором аркадных автоматов MAME.

## Характеристики
- Процессор: Motorola 68000 на частоте 10 МГц
- Память: 16 КБ + 2 КБ (System16A)[2]
- Звук:
  - ZiLOG Z80 на частоте 4 МГц (5 для System 16B) в качестве управляющего процессора
  - Yamaha YM2151
  - NEC uPD7759 декодер ADPCM (только в System 16B)
- Графика:
  - Разрешение 320 x 224
  - Палитра 4096 цветов
  - До 128 спрайтов на экране
  - Два слоя фоновой графики
  - Один текстовый слой
  - Масштабирование спрайтов и полупрозрачные силуэты (только для System 16B)

## Список игр

### System 16A
- Action Fighter (1986)
- Alex Kidd: The Lost Stars (1986)
- Fantasy Zone (1986)
- SDI (1987)
- Shinobi (1987)
- Sukeban Jansi Ryuko (1988)
- Tetris (1988)
- Time Scanner (1987)
- Wonder Boy III: Monster Lair (1988)

### System 16B
- Ace Attacker (1989)
- Alien Syndrome (1987)
- Altered Beast (1988)
- Aurail (1989)
- Bay Route (1989)
- Bullet (1987)
- Charon
- Cotton (1991)
- Dunk Shot (1987)
- Dynamite Dux (1988)
- E-Swat (1989)
- Excite League (1989)
- Flash Point (1989)
- Golden Axe (1989)
- Heavy Weight Champ (1988)
- M.V.P. (1989)
- Passing Shot (1988)
- Riot City (1991)
- Ryu Kyu (1990)
- SDI / Defense (1987)
- Shinobi (1987)
- Sonic Boom (1987)
- Sukeban Jansi Ryuko (1988)
- Super League (1988)
- Tetris (1988)
- Time Scanner (1987)
- Toryumon (1994)
- Tough Turf (1989)
- Wonder Boy III: Monster Lair (1987)
- Wrestle War (1989)